# Älnur Mussajew

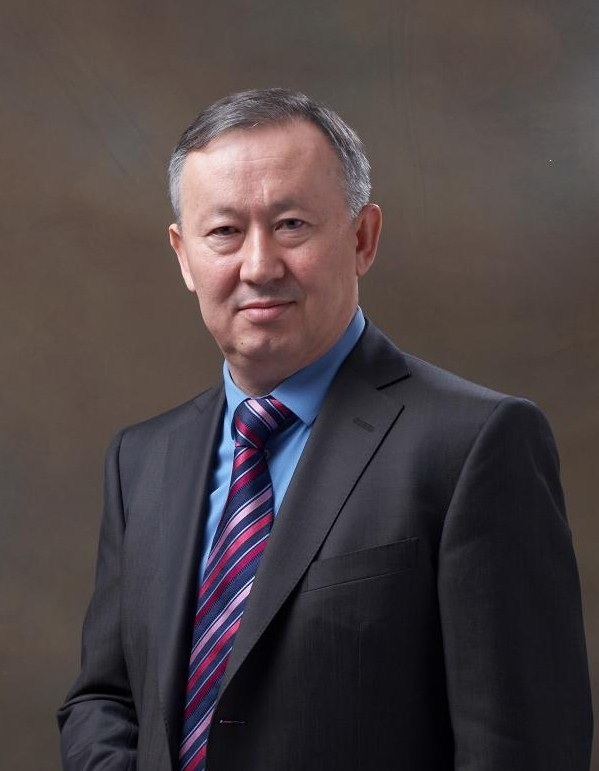
Älnur Mussajew

Älnur Älschapparuly Mussajew  (kasachisch Әлнұр Әлжаппарұлы Мұсаев, russisch Альнур Альжапарович Мусаев/Alnur Alschaparowitsch Mussajew, englische Transkription Alnur Mussayev; * 4. Januar 1954 in Lugovoe, Kasachische SSR) ist ein kasachischer Generalmajor und ehemaliger Vorsitzender des Nationalen Sicherheitskomitees der Republik Kasachstan.

## Biographie
Älnur Mussajew besuchte eine allgemeinbildende Schule in der ehemaligen Hauptstadt Alma-Ata und studierte anschließend Geologie an der Kasachischen Nationalen Technischen Universität. Er schloss das Studium 1976 als Diplom-Ingenieur ab und arbeitete von 1976 bis 1979 für die Regierung im Geologischen Amt von Südkasachstan. 1979 wurde Mussajew zum Wehrdienst in der Sowjetarmee einberufen und absolvierte im folgenden Jahr die KGB-Hochschule in Minsk.
Zwischen 1980 und 1986 reiste er mehrmals als Konter-Aufklärer in den Irak zu Geschäftsanbahnungen mit Saddam Hussein und Lieferungen von sowjetischen Panzern. 1986 bis 1989 bekleidete er einen Leitungsposten in der 8. Hauptabteilung des Innenministeriums der UdSSR in Moskau und wurde mit 2 Medaillen und dem Orden des Roten Sterns ausgezeichnet.
1990 kehrte er nach Kasachstan zurück und arbeitete dort bis 1992 in verschiedenen Funktionen im Bereich der wirtschaftlichen Sicherheit für den KGB. 1992 und 1993 leitete Alnur Mussayev die „Spezialabteilung der Generalprokuratur gegen Korruption in obersten Machtebenen“ und wurde mit dem „Orden des Ehrenmitarbeiters des KGB“ ausgezeichnet. 1993 bis 1994 leitete er die Hauptabteilung des Innenministeriums gegen Korruption und organisierte Kriminalität.
Von 1994 bis 1996 war Mussajew Berater des kasachischen Präsidenten Nursultan Nasarbajew. Im Mai 1997 wurde er zum Vorsitzenden des Nationalen Sicherheitskomitees der Republik Kasachstan, dem Nachrichtendienst des Landes. Nach einer kurzen Unterbrechung von September 1998 bis August 1999 leitete er erneute das Nationale Sicherheitskomitee bis Mai 2001. Nach der politischen Krise im Herbst 2001 trat er 2002 von allen Posten zurück.

## Verurteilung und Flucht
Im Mai 2007 verließen Mussajew und sein ehemaliger Stellvertreter Rachat Alijew Kasachstan, nachdem sie sich mit dem kasachischen Präsidenten überworfen hatten. 2008 wurde er von der Republik Kasachstan wegen der Entführung zweier Nurbank-Manager zu 15 Jahren Haft verurteilt. Im März 2008 wurden Mussajew und Alijew in Abwesenheit wegen Planung eines Staatsstreiches zu 20 Jahren Straflager verurteilt. Die Auslieferung nach Kasachstan wurde von den österreichischen Behörden zweimal verweigert, weil den beiden Kasachen dort kein faires Verfahren garantiert werden könne.
Im Jahr 2008 wurden auf Älnur Mussajew im 1. Wiener Gemeindebezirk zwei Entführungsversuche verübt, bei denen im September seine Lebensgefährtin eine schwere Gesichtsverletzung erlitt. Das Bundesamt für Verfassungsschutz und Terrorismusbekämpfung ermittelte als mutmaßliche Drahtzieher fünf Diplomaten der kasachischen Botschaft, die anschließend aus Österreich abgezogen wurden.
Im Juni 2014 wurde Älnur Mussajew in Wien auf Befehl der Staatsanwaltschaft Wien verhaftet. Es wurde ihm vorgeworfen, zwei Nurbank-Manager im Februar 2007 ermordet zu haben. Mussajew gab an, seine Verfolgung wäre politisch motiviert, seine Mitarbeiter und Assistenten seien in Kasachstan ermordet worden und seine Verwandten verfolgt. Im Juli 2015 wurde Mussajew beim Landgericht Wien im Geschworenenprozess vom Doppelmord-Vorwurf zur Gänze freigesprochen.
Älnur Mussajew hat fünf eigene und zwei Stiefkinder. Er lebt in Österreich.